# Image6
『image6 six』（イマージュ・シス）は、2007年2月7日にソニー・ミュージックジャパンインターナショナル（ソニー・クラシカル）から発売された、ニューエイジ・ミュージックのコンピレーション・アルバム『image』第6弾。規格品番：SICC-610。

## 収録曲
1. ジェイク・シマブクロ／フラガール -アコースティック・ヴァージョン-
  - 作曲：ジェイク・シマブクロ
  - 映画「フラガール」メインテーマ
2. 宮本文昭 featuring 大島ミチル／明日の記憶
  - 作曲：大島ミチル
  - 映画「明日の記憶」メインテーマ曲
3. 加古隆／映画 「博士の愛した数式」より 愛のテーマ
  - 作曲：加古隆
4. ゴンチチ／君と住む街で
  - 作曲：ゴンチチ
  - 阿波銀行 企業CMイメージソング
5. 葉加瀬太郎 & 古澤巌／ライザ
  - 作曲：ジョージ・ガーシュウィン
  - ガスト CM曲
6. 羽毛田丈史／Turandot （トゥーランドット）～live image style～
  - 作曲：ジャコモ・プッチーニ
7. のだめオーケストラ+東京都交響楽団/梅田敏明指揮／ラプソディ・イン・ブルー（エンディング・バージョン）
  - 作曲：ジョージ・ガーシュウィン
  - フジテレビ系ドラマ「のだめカンタービレ」より
8. 松谷卓／県庁の星テーマ／真実を求めて
  - 作曲：松谷卓
  - 映画「県庁の星」 テーマ曲
9. 松下奈緒／アジアンタムブルー組曲（作曲：大島ミチル）第3曲：藍の記憶 / 
  - 作曲：大島ミチル
  - 映画「アジアンタムブルー」より
10. NAOTO／Blue 'G'
  - 作曲：NAOTO
11. カルロス・ヌニェス／アレンの道 - ゲド戦記序曲
  - 作曲：寺嶋民哉
  - スタジオジブリ映画「ゲド戦記」サウンドトラックのリアレンジ・アルバム「メロディーズ・フロム・ゲド戦記」より
12. 松本俊明 & 宮本笑里／passion cachèe（パッション・カシェ）～秘めた思い～
  - 作曲：松本俊明
13. 木村大／ロンドンデリーの歌
14. 小松亮太／Nostalgico （ノスタルヒコ）
  - 作曲：プラザ
  - 映画「アルゼンチンババア」挿入曲
15. 岸利至／ガイアの夜明け ～鼓動～
  - 作曲：岸利至
  - テレビ東京系 「ガイアの夜明け」より
16. 古澤巌／想いの届く日
  - 作曲：カルロス・ガルデル
17. ヴァンゲリス／タイタンズ
  - 作曲：ヴァンゲリス
  - 日産自動車「日産・エルグランド」 CM曲・映画「アレキサンダー」より